# Algar do Canadão
O Algar do Canadão é uma gruta portuguesa localizada na freguesia da Santa Bárbara, concelho de Angra do Heroísmo, ilha Terceira, arquipélago dos Açores.
Esta cavidade apresenta uma geomorfologia de origem vulcânica em forma de algar localizada em encosta. Apresenta um comprimento de 5 m. por uma largura máxima também de 5 m. devido às suas características morfológicas encontra-se classificada como fazendo parte da Rede Natura 2000.